# Oberstaufen Cup 2000
L'Oberstaufen Cup 2000 è stato un torneo di tennis facente parte della categoria ATP Challenger Series nell'ambito dell'ATP Challenger Series 2000. Il torneo si è giocato a Oberstaufen in Germania dal 10 al 16 luglio 2000 su campi in terra rossa.

## Vincitori

### Singolare
Clemens Trimmel ha battuto in finale  Radomír Vašek con il punteggio di 6–4, 6–1

### Doppio
Hugo Armando /  Alexandre Simoni hanno battuto in finale  Tomas Behrend /  Karsten Braasch con il punteggio di 6–4, 6–3